# Nissan Murano
La Nissan Murano è un SUV di medie dimensioni fabbricato da Nissan nel dicembre 2002 e venduto come modello dal 2003. Venne commercializzata in Europa solo dal 2004 e resa disponibile in un'unica versione.

## Prima generazione (Z50; 2002-2007)
La prima generazione del Murano sbarca nel vecchio continente solo nel 2004 dopo aver conosciuto un buon successo negli USA. Il SUV giapponese montava un 3.5 litri, un V6 da 245 cv, lo stesso motore che spingeva la 350Z e altri modelli mai commercializzati in Italia, ma era stato adeguatamente ritoccato per esprimersi al meglio su una vettura di tale peso. La prima generazione era disponibile nello standard a trazione anteriore od opzionalmente a trazione integrale. In Italia veniva venduta un'unica versione full optional 4WD, in seguito venne presentata anche la versione GT con cruscotto rivestito in pelle e cerchi da 20".
Era stato costruito sulla piattaforma Nissan FF-L comune a molti modelli medio grandi della casa giapponese come la Altima e la Maxima.

## Seconda generazione (Z51; 2008-2014)
La Nissan rinnova profondamente il suo SUV più lussuoso. La seconda generazione del veicolo giapponese è equipaggiato con un solo motore, il 6 cilindri a V di 3.5 litri da 265 CV che già equipaggiava la versione precedente ma rivisto e corretto in molti dettagli, disponibile negli allestimenti Acenta e Tekna.

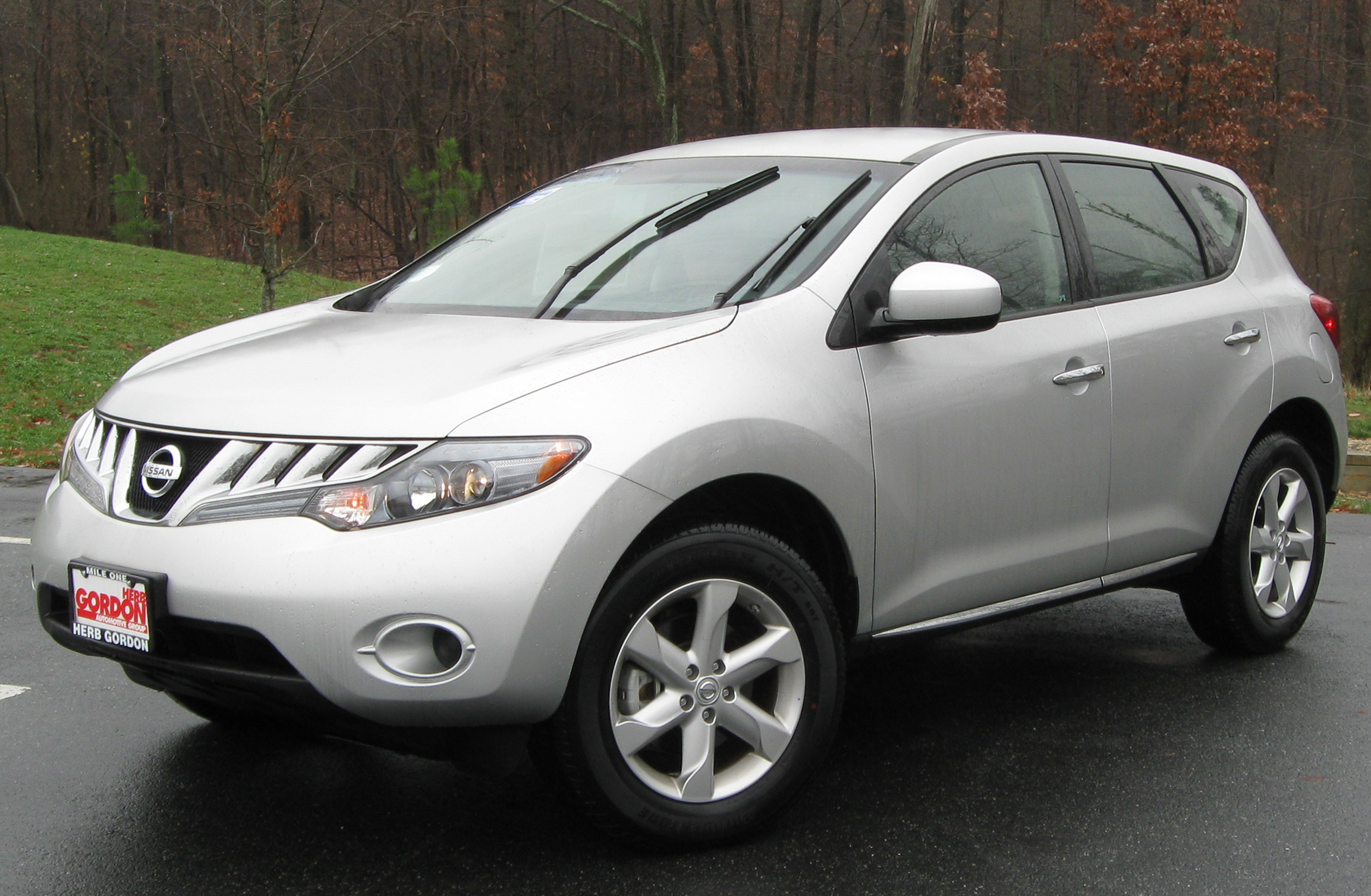
Murano seconda serie

Il nuovo Murano presenta sì una linea che riprende quella della prima generazione, con alcuni ritocchi stilistici sul frontale e sul posteriore, ma gli interni sono stati completamente ridisegnati. Nella consolle centrale spicca il grande schermo del sistema di navigazione e intrattenimento. Il quadro strumenti invece fa risaltare il carattere sportivo del Murano grazie ai quadranti dal design accattivante e aggressivo.
Da un punto di vista prestazionale il Murano è rimasto fedele a se stesso: eccellente comfort a bordo, prestazioni da vera sportiva e massima silenziosità; non può vantare un peso da citycar ma la scelta di equipaggiare questo veicolo con un potente 3500 benzina da 256 cv gli consente una ripresa brillante e un ottimo scatto.
Presenta un impianto frenante a doppio circuito idraulico con servofreno, ABS, BAS, EBD. La trazione integrale è a inserimento automatico All-Mode 4x4-i con differenziale centrale bloccabile a frizione elettromagnetica e controllo elettronico di coppia, di trazione e di stabilità.
Pensata prevalentemente per il mercato statunitense nelle dimensioni, nello stile aggressivo e imponente, nelle prestazioni e nei consumi, non ha riscosso molto successo in Europa; per ovviare a tale problema la casa ha perciò introdotto nel mercato, a partire dal 2010, una variante diesel che, in Europa, ha completamente sostituito il precedente motore a benzina.
Il nuovo propulsore è un 2.5 dci da 190 cavalli adeguato alla stazza (l'auto, in questa seconda serie, è lunga 486 cm, larga 189 cm, alta 172 cm, per una massa totale di 1895 kg); con i suoi 140 kw e i suoi 450 N m di coppia, spinge la Murano a una velocità massima di 196 km/h con un'accelerazione da 0 a 100 km/h in 10.5 s e con una percorrenza media di 12,5 km/l.
La versione diesel si differenzia dal modello a benzina anche esteticamente: il frontale è stato modificato con l'aggiunta di una grossa presa d'aria anteriore allo scopo di facilitare il raffreddamento.
Nel 2010 è stata introdotta la versione convertibile CrossCabriolet. Tale modello era dotato di un propulsore V6 3.5 da 265 cv di potenza con 335 Nm di coppia abbinato ad un cambio Xtronic CVT fornito di Adaptive Shift Control.
Le modifiche introdotte nel 2011 concernono i fari posteriori (con l'aggiunta di un disegno filante bianco trasparente), il disegno dei sedili interni e il colore del quadro strumenti passato dal colore rosso al color perla.
Nel 2013 è stata presentata la concept car Nissan Resonance Concept, modello che dovrebbe anticipare le linee della nuova generazione di Murano.

## Terza generazione (Z52; 2014-2024)

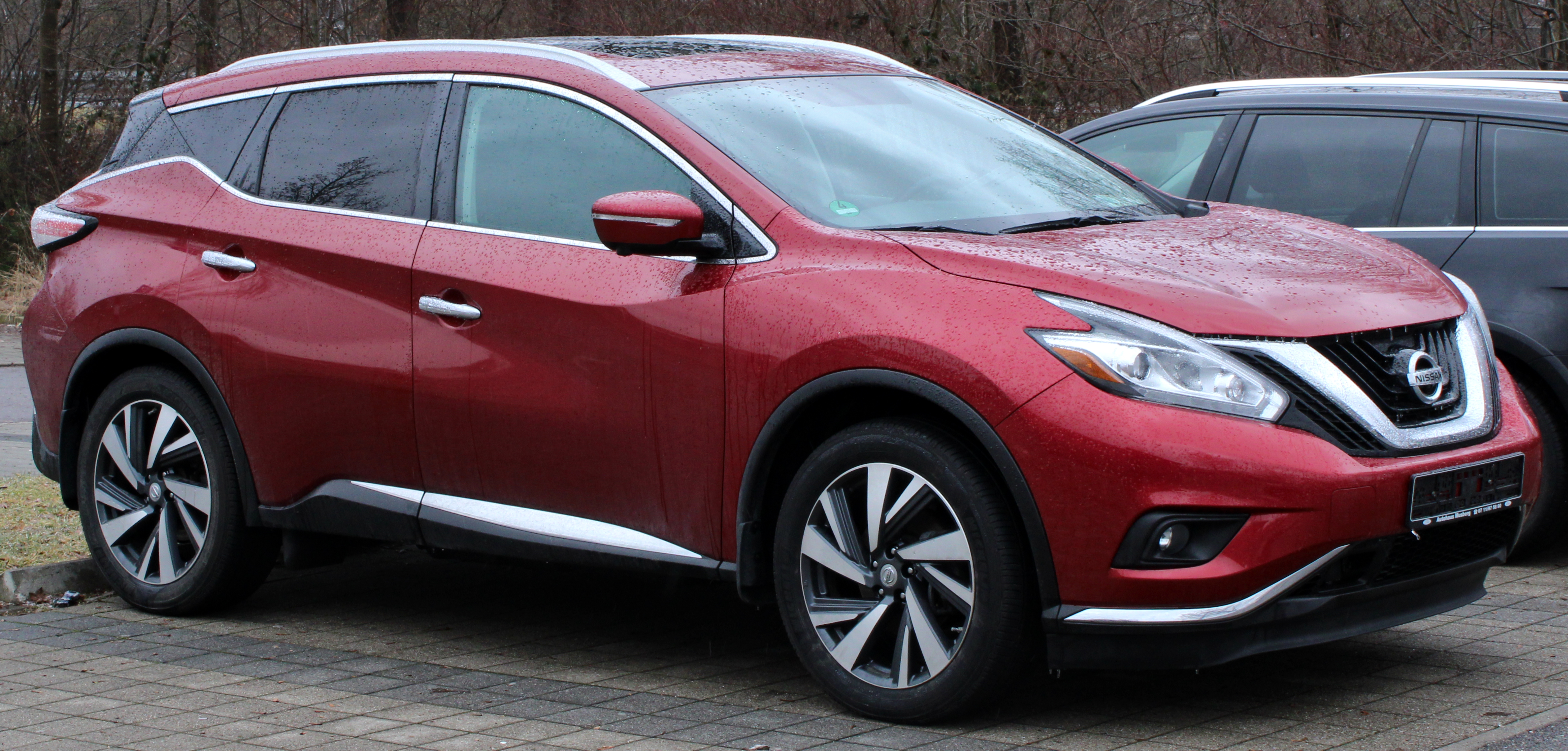
Murano terza serie

Lo sviluppo della Murano di terza generazione partì nel 2011 e l’anno successivo il design, realizzato dal centro stile Nissan americano guidato da Shiro Nakamura e Ken Lee, venne approvato. Nel 2013 venne anticipata la vettura dal prototipo Resonance che si ispirava sia alle soluzioni introdotte dalla prima generazione della Murano che dalla Juke per l’andamento della carrozzeria e del frontale con ampi fanali a boomerang e il marchio Nissan sulla calandra in evidenza. Solo nel nell'aprile 2014, Nissan ha presentato la terza generazione di Murano (codice progettuale Z52) al New York Auto Show, con produzione presso l’impianto di Canton, nel Mississippi ed equipaggiata con il motore 3,5 litri V6 appartenente alla famiglia Nissan VQ abbinato al cambio automatico CVT Xtronic e alla trazione anteriore o integrale. Il pianale di base è lo stesso della Altima. La terza generazione di Murano non è stata commercializzata in Giappone a causa delle normative antinquinamento che sfavoriscono i veicoli di grandi dimensioni con motori di grande cilindrata. Anche sul mercato europeo la vettura non venne più importata a causa dello scarso successo riscontrato dalla vecchia generazione. Con la terza serie la Nissan Murano tornò ad essere venduta in Messico dopo un'assenza di oltre un decennio mentre in Europa continuerà a non essere importata. Al salone di Shanghai 2015 viene presentata la versione cinese, uguale al modello prodotto in Nord America con le uniche differenze concentrate negli allestimenti, nelle rifiniture interne e nelle motorizzazioni: accanto al top di gamma 3.5 V6 è disponibile anche un più piccolo quattro cilindri aspirato 2.5 16V erogante 188 cavalli. La versione cinese viene prodotta dalla joint venture Dongfeng Nissan nello stabilimento di Dalian dal 29 giugno 2015.

### Restyling 2019

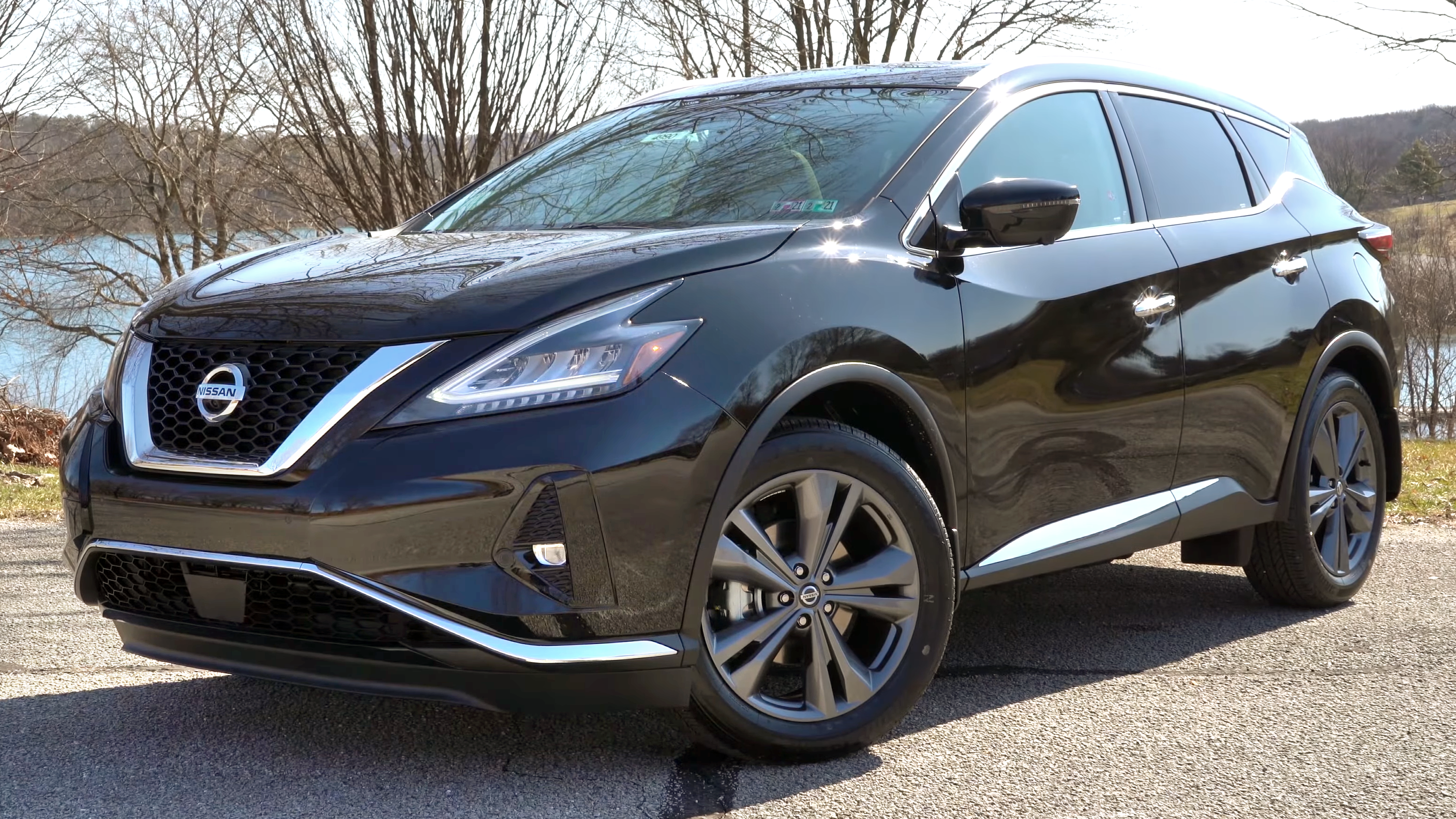
Nissan Murano 2020 (facelift U.S.)

Nel fine 2018 viene presentato il Model Year 2019 in cui la vettura ha ricevuto un leggero lifting estetico con nuovi sottoparaurti e nuove cornici dei finestrini oltre a nuovi cerchi in lega. Vengono introdotto anche nuovi dispositivi di sicurezza facenti parte del pacchetto Nissan Safety Shield 360 che include la frenata automatica in caso di ostacolo e rilevamento pedone e ciclisti, il Blind Spot Warning, il Rear Cross Traffic Alert, segnalatore linee di carreggiata e mantenimento corsia (Lane Departure Warning), l'High Beam Assist e il Rear Automatic Braking.

### Murano Hybrid
Nel 2015 Nissan ha introdotto una versione ibrida della Murano composta da un motore benzina quattro cilindri 2,5 litri abbinato ad uno elettrico erogante 20 cavalli e a una batteria agli ioni di litio. La potenza totale nel ciclo misto (benzina + elettrico) è di 250 cavalli e 243 Nm di coppia. Il cambio è un automatico a doppia frizione e la trazione anteriore o integrale. La Murano Hybrid era disponibile in due livelli di allestimento, SL e Platinum. La versione ibrida utilizzava anche il sistema VSP (Vehicle Sound for Pedestrians), avvisatore acustico per i pedoni che avvertiva della presenza del veicolo quando questo viene guidato a bassa velocità in modalità di guida elettrica.

## Quarta generazione (Z53; dal 2025)

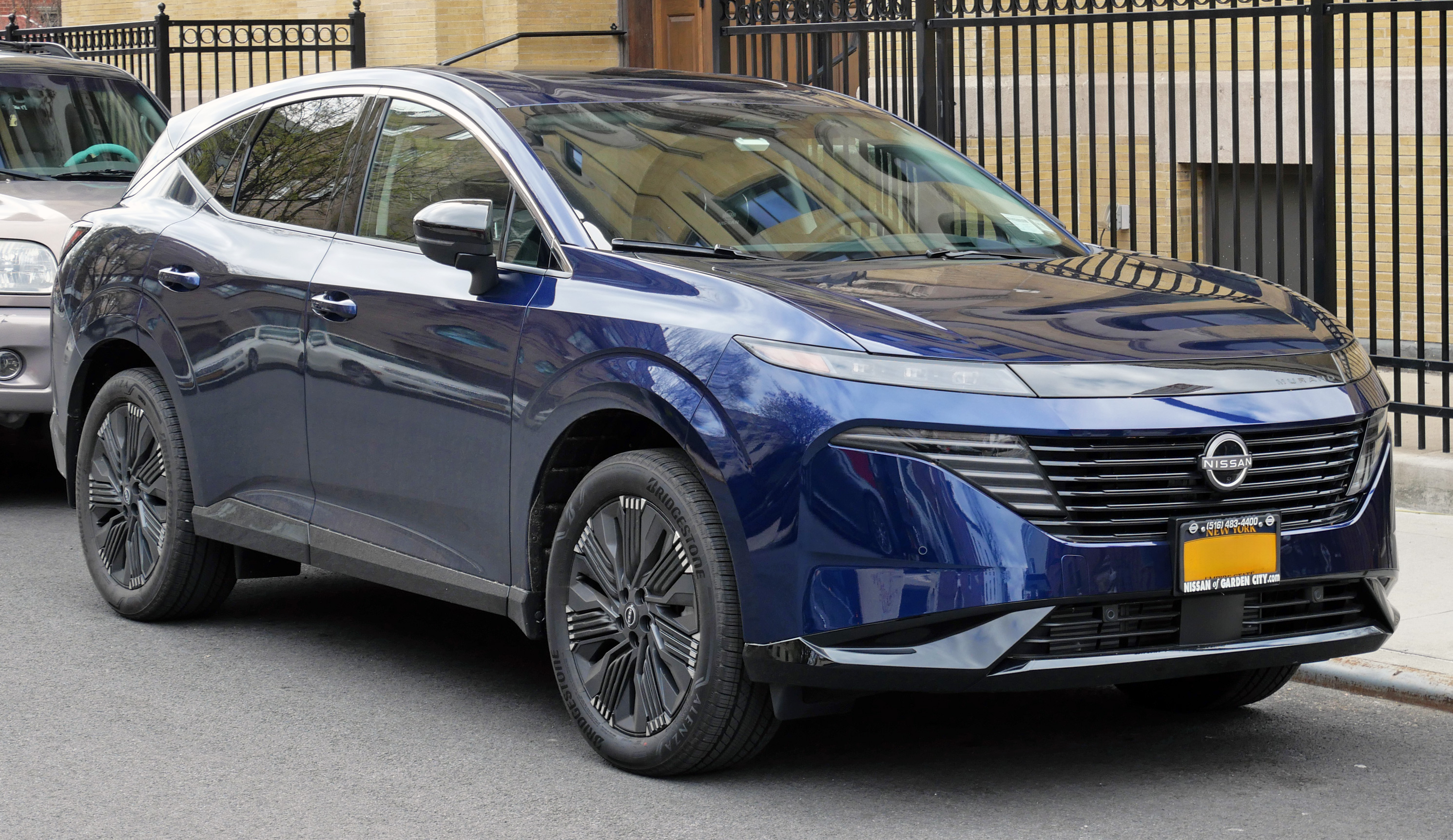
Murano quarta serie

La quarta generazione della Murano è stata presentata il 16 ottobre 2024. Il modello aggiornato presenta una forte somiglianza con il crossover elettrico Nissan Ariya e incorpora molte caratteristiche moderne non precedentemente disponibili sul Murano, tra cui sedili anteriori ventilati e massaggianti, doppio quadro strumenti e display di infotainment da 12,3 pollici, connettività wireless Apple CarPlay e Android Auto, Nissan ProPilot Assist 1.0 e 1.1 e un head-up display a colori.
Il propulsore utilizzato su tutte le generazioni precedenti, è stato sostituito da un motore Nissan KR20DDET turbocompresso da 2,0 litri con tecnologia a compressione variabile, condiviso con Nissan Altima e Infiniti QX50. È il primo modello Nissan ad abbinare questo motore a un cambio automatico a 9 rapporti.

## Dati tecnici
| Caratteristiche tecniche - Nissan Murano (2008) | Caratteristiche tecniche - Nissan Murano (2008) | Caratteristiche tecniche - Nissan Murano (2008) | Caratteristiche tecniche - Nissan Murano (2008) | Caratteristiche tecniche - Nissan Murano (2008) | Caratteristiche tecniche - Nissan Murano (2008) |
| Configurazione                                  | Configurazione | Configurazione | Configurazione | Configurazione | Configurazione |
| ----------------------------------------------- | --- | --- | --- | --- | --- |
| Carrozzeria: Sport Utility Vehicle              | Carrozzeria: Sport Utility Vehicle | Posizione motore: anteriore | Posizione motore: anteriore | Trazione: integrale | Trazione: integrale |
| Meccanica                                       | | | | | |
| Tipo motore: Benzina V6 da 3.5 Litri            | Tipo motore: Benzina V6 da 3.5 Litri | Tipo motore: Benzina V6 da 3.5 Litri | Cilindrata: 3.498 cm³ | Cilindrata: 3.498 cm³ | Cilindrata: 3.498 cm³ |
| Distribuzione:                                  | Distribuzione: | Distribuzione: | Alimentazione: Iniezione elettronica multipoint con accensione integrata | Alimentazione: Iniezione elettronica multipoint con accensione integrata | Alimentazione: Iniezione elettronica multipoint con accensione integrata |
| Prestazioni motore                              | Potenza: 256cv (188Kw) a 6000 giri / Coppia: 334 N·m a 4400 giri | Potenza: 256cv (188Kw) a 6000 giri / Coppia: 334 N·m a 4400 giri | Potenza: 256cv (188Kw) a 6000 giri / Coppia: 334 N·m a 4400 giri | Potenza: 256cv (188Kw) a 6000 giri / Coppia: 334 N·m a 4400 giri | Potenza: 256cv (188Kw) a 6000 giri / Coppia: 334 N·m a 4400 giri |
| Frizione:                                       | Frizione: | Frizione: | Cambio: cambio automatico CVT a variazione continua con gamma infinita di rapporti compresi tra 2,371:1 e 0,439:1 e possibilità di selezione sequenziale manuale di sei rapporti fissi; rapporto al ponte 5,173:1 | Cambio: cambio automatico CVT a variazione continua con gamma infinita di rapporti compresi tra 2,371:1 e 0,439:1 e possibilità di selezione sequenziale manuale di sei rapporti fissi; rapporto al ponte 5,173:1 | Cambio: cambio automatico CVT a variazione continua con gamma infinita di rapporti compresi tra 2,371:1 e 0,439:1 e possibilità di selezione sequenziale manuale di sei rapporti fissi; rapporto al ponte 5,173:1 |
| Telaio                                          | | | | | |
| Sospensioni                                     | anteriori: a ruote indipendenti tipo MacPherson con bracci trasversali inferiori oscillanti, ammortizzatori telescopici, molle elicoidali, barra antirollio / posteriori: a ruote indipendenti con bracci multipli, ammortizzatori telescopici, molle elicoidali, barra antirollio; sterzo a cremagliera con servoassistenza elettrica variabile in funzione della velocità | anteriori: a ruote indipendenti tipo MacPherson con bracci trasversali inferiori oscillanti, ammortizzatori telescopici, molle elicoidali, barra antirollio / posteriori: a ruote indipendenti con bracci multipli, ammortizzatori telescopici, molle elicoidali, barra antirollio; sterzo a cremagliera con servoassistenza elettrica variabile in funzione della velocità | anteriori: a ruote indipendenti tipo MacPherson con bracci trasversali inferiori oscillanti, ammortizzatori telescopici, molle elicoidali, barra antirollio / posteriori: a ruote indipendenti con bracci multipli, ammortizzatori telescopici, molle elicoidali, barra antirollio; sterzo a cremagliera con servoassistenza elettrica variabile in funzione della velocità | anteriori: a ruote indipendenti tipo MacPherson con bracci trasversali inferiori oscillanti, ammortizzatori telescopici, molle elicoidali, barra antirollio / posteriori: a ruote indipendenti con bracci multipli, ammortizzatori telescopici, molle elicoidali, barra antirollio; sterzo a cremagliera con servoassistenza elettrica variabile in funzione della velocità | anteriori: a ruote indipendenti tipo MacPherson con bracci trasversali inferiori oscillanti, ammortizzatori telescopici, molle elicoidali, barra antirollio / posteriori: a ruote indipendenti con bracci multipli, ammortizzatori telescopici, molle elicoidali, barra antirollio; sterzo a cremagliera con servoassistenza elettrica variabile in funzione della velocità |
| Freni                                           | anteriori: freni a disco autoventilanti diametro 320 mm / posteriori: a disco diametro 308 mm | anteriori: freni a disco autoventilanti diametro 320 mm / posteriori: a disco diametro 308 mm | anteriori: freni a disco autoventilanti diametro 320 mm / posteriori: a disco diametro 308 mm | anteriori: freni a disco autoventilanti diametro 320 mm / posteriori: a disco diametro 308 mm | anteriori: freni a disco autoventilanti diametro 320 mm / posteriori: a disco diametro 308 mm |
| Prestazioni dichiarate                          | | | | | |
| Velocità: 205 km/h                              | Velocità: 205 km/h | Velocità: 205 km/h | Accelerazione: 0-100: 8"22 - 0-1000m: 28″81 | Accelerazione: 0-100: 8"22 - 0-1000m: 28″81 | Accelerazione: 0-100: 8"22 - 0-1000m: 28″81 |
| Altro                                           | | | | | |
| Rapporto di compressione                        | 10,3:1 | 10,3:1 | 10,3:1 | 10,3:1 | 10,3:1 |
| Colori                                          | Roma Red - Tinted Bronze - New Silver - New Gray - Nero - White Pearl - Dark Blue | Roma Red - Tinted Bronze - New Silver - New Gray - Nero - White Pearl - Dark Blue | Roma Red - Tinted Bronze - New Silver - New Gray - Nero - White Pearl - Dark Blue | Roma Red - Tinted Bronze - New Silver - New Gray - Nero - White Pearl - Dark Blue | Roma Red - Tinted Bronze - New Silver - New Gray - Nero - White Pearl - Dark Blue |
| Fonte dei dati: Prova su strada di Auto.it      | | | | | |